# O Fado da Sombra
O Fado da Sombra é o sexto livro da série Crónicas de Allaryia, escrita pelo português Filipe Faria. A primeira edição foi lançada em maio de 2009, pela Editorial Presença, na coleção "Via Láctea".